# Neritos flavibrunnea
Neritos flavibrunnea är en fjärilsart som beskrevs av Paul Dognin 1911. Neritos flavibrunnea ingår i släktet Neritos och familjen björnspinnare. Inga underarter finns listade i Catalogue of Life.